# Выставка-Заречная
Выставка-Заречная — упразднённая деревня в Верховажском районе Вологодской области России.

## География
Урочище находится в северной части области, в подзоне средней тайги, в пределах южной части Важско-Кулойской низины, на правом берегу реки Мякжева (левый приток Кулоя), на расстоянии примерно 27 километров (по прямой) к востоко-юго-востоку от села Верховажье, административного центра района.

### Климат
Климат характеризуется как умеренно континентальный. Среднегодовая температура воздуха — +1,8 °C. Абсолютный минимум температуры воздуха составляет −46 °C; абсолютный максимум — +37 °C. Безморозный период длится 110—115 дней. Среднегодовое количество атмосферных осадков составляет 637 мм. В течение года преобладают ветра юго-западного направления.

## История
По данным 1900 года, в выставке имелось 6 хозяйств и проживало 45 человек (23 мужчины и 22 женщины). В административном отношении входила в состав Кулойско-Покровской волости Вельского уезда Вологодской губернии.
По состоянию на 1 января 1973 года в составе Нижнекулойского сельсовета.